# Iteravis
Iteravis is een geslacht van uitgestorven vogels uit het Vroeg-Krijt van het huidige China, behorend tot de Ornithuromorpha. De enige benoemde soort is Iteravis huchzermeyeri.
Bij Sihedang in de provincie Liaoning worden grote hoeveelheden vogelfossielen gevonden.
In 2014 benoemden en beschreven Zhou Shuang, Jingmai Kathleen O'Connor en Wang Min de typesoort Iteravis huchzermeyeri. De geslachtsnaam is een samenvoeging van het Latijn iter, 'weg' of 'reis' en avis, 'vogel'. De soortaanduiding eert de paleontoloog Frits Huchzermeyer. De soortnaam vormt als geheel een verwijzing naar de 'eindeloze zoektocht naar kennis' die Huchzermeyer typeerde.
Het holotype IVPP V18958 is gevonden in een laag van de Yixianformatie die ongeveer 128 miljoen jaar oud is. Het bestaat uit een verwijl compleet skelet met veerresten. De fossielen uit Sihedang zijn niet zeer platgedrukt. In 2014 werd een twintigtal andere specimina vermeld. Andere vogelsoorten zijn niet op de vindplaats aangetroffen. Het is vermoed dat het om een broedkolonie gaat.
Iteravis heeft een lichaamslengte van zo'n twintig centimeter.
De beschrijvers wisten een unieke combinatie van kenmerken vast te stellen. De praemaxilla is langwerpig en tandeloos. Het bovenkaaksbeen draagt talrijke tanden. De snuit maakt de helft uit van de schedellengte. Het ethmoïde bedekt de voorste helft van de interne oogkas. Het enige kootje van de derde vinger (de vierde vinger volgens de traditionele vogelanatomie) heeft een uitsteeksel aan de achterrand. De schaambeenderen hebben een voet aan de onderkant die naar boven toe verbreed is. Het zitbeen is smal met een holle onderrand en een zwak ontwikkeld uitsteeksel op het midden van de bovenrand.
De snuit van Iteravis is zeer langwerpig. Dat het voorste snuitbot geen tanden draagt is wellicht een aanpassing aan het eten van wormen en dergelijke uit de modder.
Iteravis is in de Ornithuromorpha geplaatst. Het is een van de oudste ornithuromorfen die bekend zijn. Op een plaatsing binnen de groep wijst het bezit van een voorste predentarium op de onderkaken, een delicaat U-vormig vorkbeen, een breed eerste kootje van de tweede vinger en een kort ploegvormig pygostyle aan het staartuiteinde. Iteravis is ondanks zijn ouderdom nog relatief afgeleid en de zustersoort van de Ornithurae. 
In 2015 werd een studie gepubliceerd naar de histologie, de opbouw van het bot, waarvoor men verschillende beenderen van het holotype had doorgezaagd. Daaruit bleek dat Iteravis binnen minder dan een jaar zijn volwassen grootte bereikte, een teken dat de snelle groei van moderne vogels toen al geëvolueerd was. Medullair bot dat door wijfjes als kalkvoorraad wordt gebruikt om eierschalen aan te maken, is echter niet aangetroffen zodat de hypothese van een broedkolonie niet kon worden bevestigd.
Iteravis huchzermeyeri zou een jonger synoniem kunnen zijn van de iets eerder in 2014 benoemde Gansus zheni. Als men een apart geslacht wil handhaven zou dat de combinatio nova Iteravis zheni opleveren. In 2021 bevestigde een studie de identiteit maar meende dat Iteravis huchzermeyeri prioriteit had, vergetende dat de naam nog niet geldig gepubliceerd was volgens de regels voor elektronische tijdschriften.